# Cylindromyia minor
Cylindromyia minor är en tvåvingeart som först beskrevs av Roder 1885.  Cylindromyia minor ingår i släktet Cylindromyia och familjen parasitflugor.
Artens utbredningsområde är Puerto Rico. Inga underarter finns listade i Catalogue of Life.